# Muñeca quitapenas

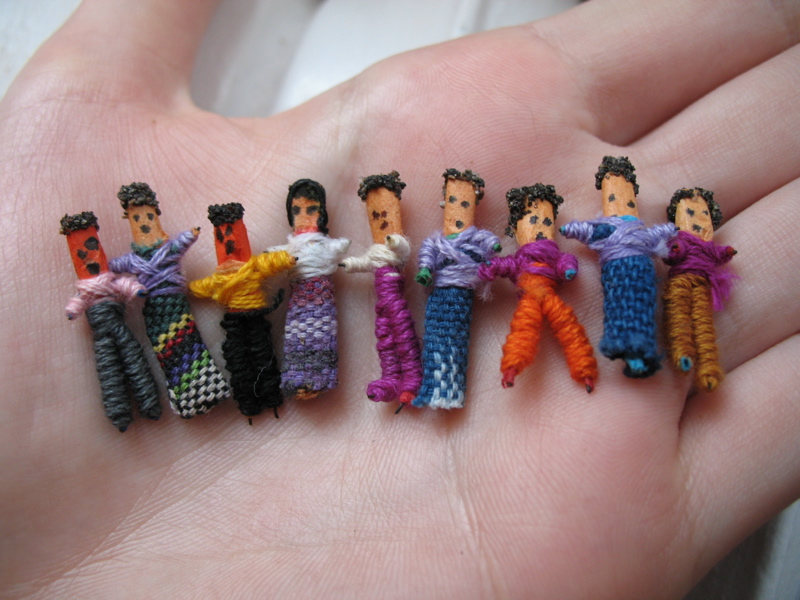
Muñecos quitapenas.

Los muñecos o muñecas quitapesares o quitapenas son unas figuras muy pequeñas, originarias de Guatemala.

## Características
Son de origen maya: en la tradición guatemalteca original de las muñecas, una leyenda local sobre el origen de la muñeca quitapena se refiere a una princesa maya llamada Ixmukané. La princesa recibió un regalo especial del dios sol que le permitiría resolver cualquier problema que pudiera preocupar a un humano.
Los muñecos miden de 15 a 50 mm., y están fabricados a mano a partir de una base de madera o alambre, con ropa de algodón y cartón para la cara, aunque también pueden estar hechos de barro. Los muñecos quitapenas se suelen vender en las ferias, y son un elemento muy popular de la cultura guatemalteca.

## Función

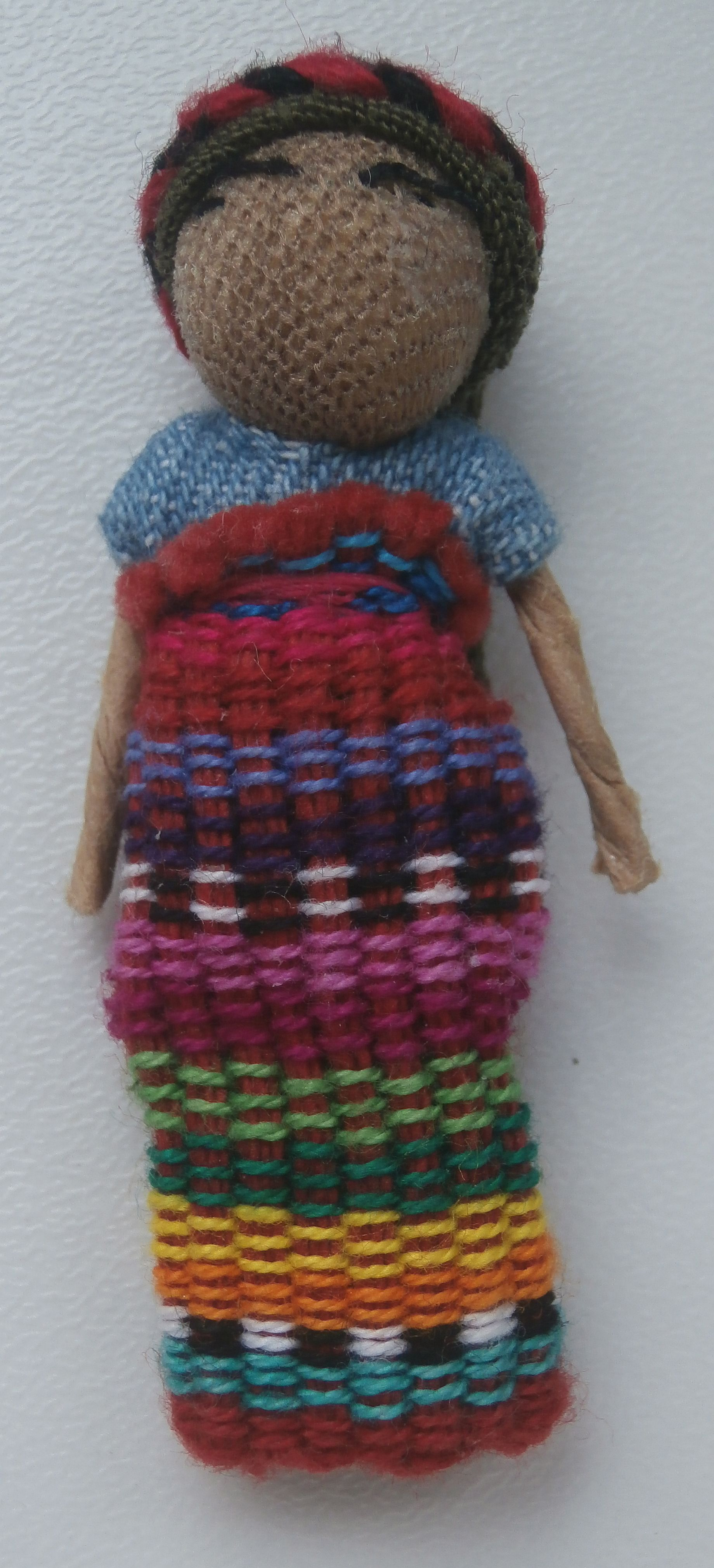
Muñeca quitapenas

Si una persona (normalmente un niño) no puede dormir debido a sus problemas, puede contárselos al muñeco y guardarlo bajo la almohada antes de acostarse. De acuerdo al folklore, el muñeco se preocupará por el problema en lugar de la persona, permitiéndole dormir tranquilamente. Cuando la persona se despierte, lo hará sin sus problemas, que se los habrá quedado el muñequito.